# Kenjirō Haitani
Kenjirō Haitani (japanisch 灰谷 健次郎, Haitani Kenjirō; geboren 31. Oktober 1934 in Kōbe (Präfektur Hyōgo); gestorben 23. November 2006 in der Präfektur Shizuoka) war ein japanischer Kinderbuchautor.

## Leben und Wirken
Kenjirō Haitani machte seinen Studienabschluss an der „Ōsaka Geijtsu Daigaku“ (大阪芸術大学), der heutigen „Ōsaka Kyōiku Daigaku“ (大阪教育大学). Er war dann 17 Jahre Lehrer an einer Grundschule und gab während dieser Zeit die Zeitschrift für Kindergedichte „Kirin“ (きりん) – etwa „Die Fabel-Giraffe“ heraus. Er schrieb selbst Gedichte und Romane, verfasste 1965 das Buch „Sensei keirai nare“ (せんせいけらいになれ) – etwa „Der Lehrer wird zum Diener“, das als Ursprung der haitianischen Literatur gelten kann.
1974 veröffentlichte Haitani „Usagi no me“ (兎の眼) – „Das Hasenauge“, das mit dem „Japan Children's Literature Association New Face Award“ (日本児童文学者協会新人賞, Nihon jidō bungakusha kyōkai shinjin-shō) ausgezeichnet wurde. Das Buch befasst sich mit einem Kind, das unter unglücklichen Umständen aufwächst, aber von einer jungen Lehrerin menschliche Zuneigung erfährt. Ein weiteres Buch, „Taiyō no ko“ (太陽の子) aus dem Jahr 1978, wurde zum Millionenseller.
1978 gewann Haitani den Shogakukan-Literaturpreis (学館文学賞) für „Hitoribatchi no Dōbutsuen“ (ひとりぼっちの動物園) – „Mutterseelenallein im Tierpark“. 1979 erhielt er den „Robō no Ishi Bungaku-shō“. Das waren Zeichen für zunehmende Anerkennung seiner literarischen Leistungen. Weitere Werke sind „Watashi no deatta kodomotachi“ (わたしの出会った子どもたち) (1981), ein Buch, das die Kinder beschreibt, die er in 17 Jahren seiner Lehrtätigkeit unterrichtet hat, und „Shima Monogatari“ (島物語) – „Insel-Erzählungen“, eine Hymne auf die Natur, ein Buch, an dem er 15 Jahre (1983 bis 1998) gearbeitet hatte, „Gariba no funade“ (我利馬の船出) – „Gullivers Abreise mit dem Schiff“ (1986), „Kirin no Shishū: Kodomo no Shi ga umareta“ (きりんの詩集 子どもの詩が生まれた) – „Gedichtsammlung der Fabelgiraffe – Kindergedichte entstehen“, 3 Bände (1986) etc.
Weiter gibt es Essays und Dialoge wie „Haitani Kenjirō essei-shū – Shima e yuku“ (灰谷健次郎エッセイ集　島へゆく) – „Haitani Kenjirō Essay-Sammlung –  ‚Auf die Insel gehen‘“, „Shima ni kurasu“ (島で暮す) – „Auf der Insel leben“ (1981, 1982), dann ein Dialog mit dem Pädagogie-Philosophen Hayashi Takeji Hayashi (林 竹二; 1906–1985) unter dem Titel „Dialog –  Lehren und Lernen“ (1979), „Haitani Kenjirō akushontōk – Watashi kodomo-jidai, Seishin-jidai“ (灰谷健次郎アクショントーク　わたしの子ども時代・青春時代) – „Haitani Kenjirō Bericht – Meine Kinder- und Jugendzeit“ (1990), „Hayashi-sensei ni tsutaetai koto“ (林先生に伝えたいこと)– „Was ich Professor Hayashi sagen möchte“, 1991 etc.
In der zweiten Hälfte der 1990er Jahre erschien „Haruka Nirai Kanai“ (はるかニライ・カナイ) – „Über Frau Nirai“ (1997) und der seitenstarke Roman „Hitomi“ (天の瞳) „Augen“.  1996 publizierte er die Aufsatzsammlung „Yasashii Jikan“ (優しい時間) – etwa „friedliche Zeiten“, 1998 „Inochi Mandara“ (いのちまんだら) – „Mandala des Lebens“, 2001 unter demselben Titel ein Band Fotografien von Bunyō Ishikawa (石川 文洋; 1938–) zu einer Asienreise.
2006 starb Haitani an einer Krebserkrankung.
Als vollständige Werksammlung erschien „Haitani Kenjirō no hon“ (灰谷健次郎の本) in 24 Bänden von 1987 bis 1989. Weiter gibt es die Kinderbuchsammlung „Haitani Kenjirō Dōwa-kan“ (灰谷健次郎童話館) von 1994 bis 1995 in 13 Bänden, und 1999 „Haitani Kenjirō no Hatsugen“ (灰谷健次郎の発言) – „Kenjirō Haitanis Anmerkungen“ in 8 Bänden.